# Dream On (Aerosmith)
Dream On is een nummer van de Amerikaanse band Aerosmith. Het is het derde nummer op hun debuutalbum Aerosmith uit 1973. Op 27 juni van dat jaar werd het nummer uitgebracht als de derde single van het album.

## Achtergrond
Het nummer werd geschreven door leadzanger Steven Tyler en was de eerste grote hit voor de band. De oorspronkelijke uitgave kwam in thuisland de Verenigde Staten slechts tot de 59e positie in de Billboard Hot 100, maar een heruitgave van de albumversie van het nummer aan het eind van 1975 bereikte de 6e positie. Volgens Tyler is dit het enige nummer op het debuutalbum van de band waarin hij zijn echte stem gebruikte, omdat hij altijd onzeker was over hoe zijn stem klonk. Op andere nummers zong hij lager en probeerde meer op soulartiesten te lijken.
In 1991 nam de band het nummer live op met een orkest onder leiding van Michael Kamen. Deze versie van het nummer verscheen in 1993 op de soundtrack van de film Last Action Hero. Dat jaar verscheen deze versie ook op de B-kant van de heruitgave van de studio-opname van het nummer. Dit betekende dat begin 1994 de eerste keer was dat de single in Nederland in de hitlijsten terecht kwam; in de Nederlandse Top 40 op destijds Radio 538 kwam de single tot de 12e positie, terwijl in de destijds nieuwe publieke hitlijst op Radio 3; de Mega Top 50, de 14e positie werd bereikt.
In België werd er géén notering behaald in zowel de voorloper van de Vlaamse Ultratop 50 als de Vlaamse Radio 2 Top 30. Ook in Wallonië werd géén notering behaald.
"Dream On" maakt uit van de "Songs that Shaped Rock and Roll"-lijst van de Rock and Roll Hall of Fame. Daarnaast staat het op de 173e positie van The 500 Greatest Songs of All Time van het tijdschrift Rolling Stone. In 2002 werd het nummer door Eminem gesampled in zijn nummer "Sing for the Moment". Tyler zingt zelf het refrein, terwijl Aerosmith-gitarist Joe Perry de gitaarsolo inspeelde. Daarnaast is het nummer door een aantal artiesten gecoverd, waaronder Ronnie James Dio, Tori Amos, Anastacia, Martha Wash (van The Weather Girls) en Train.
Sinds de editie van december 2006 staat de plaat genoteerd in de jaarlijkse NPO Radio 2 Top 2000 van de Nederlandse publieke radiozender NPO Radio 2, met als hoogste notering een 133e positie in 2007.

## Hitnoteringen

### Nederlandse Top 40
| Hitnotering: 22-01-1994 t/m 12-03-1994 | Hitnotering: 22-01-1994 t/m 12-03-1994 | Hitnotering: 22-01-1994 t/m 12-03-1994 | Hitnotering: 22-01-1994 t/m 12-03-1994 | Hitnotering: 22-01-1994 t/m 12-03-1994 | Hitnotering: 22-01-1994 t/m 12-03-1994 | Hitnotering: 22-01-1994 t/m 12-03-1994 | Hitnotering: 22-01-1994 t/m 12-03-1994 | Hitnotering: 22-01-1994 t/m 12-03-1994 | Hitnotering: 22-01-1994 t/m 12-03-1994 |
| Week                                   | 1                                      | 2                                      | 3                                      | 4                                      | 5                                      | 6                                      | 7                                      | 8                                      |                                        |
| -------------------------------------- | -------------------------------------- | -------------------------------------- | -------------------------------------- | -------------------------------------- | -------------------------------------- | -------------------------------------- | -------------------------------------- | -------------------------------------- | -------------------------------------- |
| Nummer                                 | 29                                     | 22                                     | 17                                     | 13                                     | 12                                     | 12                                     | 22                                     | 32                                     | uit                                    |

### Mega Top 50
| Hitnotering: 15-01-1994 t/m 12-03-1994 | Hitnotering: 15-01-1994 t/m 12-03-1994 | Hitnotering: 15-01-1994 t/m 12-03-1994 | Hitnotering: 15-01-1994 t/m 12-03-1994 | Hitnotering: 15-01-1994 t/m 12-03-1994 | Hitnotering: 15-01-1994 t/m 12-03-1994 | Hitnotering: 15-01-1994 t/m 12-03-1994 | Hitnotering: 15-01-1994 t/m 12-03-1994 | Hitnotering: 15-01-1994 t/m 12-03-1994 | Hitnotering: 15-01-1994 t/m 12-03-1994 | Hitnotering: 15-01-1994 t/m 12-03-1994 |
| Week:                                  | 1                                      | 2                                      | 3                                      | 4                                      | 5                                      | 6                                      | 7                                      | 8                                      | 9                                      |                                        |
| -------------------------------------- | -------------------------------------- | -------------------------------------- | -------------------------------------- | -------------------------------------- | -------------------------------------- | -------------------------------------- | -------------------------------------- | -------------------------------------- | -------------------------------------- | -------------------------------------- |
| Positie:                               | 47                                     | 34                                     | 24                                     | 17                                     | 15                                     | 14                                     | 20                                     | 31                                     | 50                                     | uit                                    |

### NPO Radio 2 Top 2000
| Nummer met noteringen in de NPO Radio 2 Top 2000 | '06  | '07 | '08 | '09 | '10 | '11 | '12 | '13 | '14 | '15 | '16 | '17 | '18 | '19 | '20 | '21 | '22 | '23 | '24 |
| ------------------------------------------------ | ---- | --- | --- | --- | --- | --- | --- | --- | --- | --- | --- | --- | --- | --- | --- | --- | --- | --- | --- |
| Dream On                                         | 1632 | 133 | 708 | 208 | 191 | 189 | 243 | 205 | 225 | 204 | 164 | 154 | 189 | 238 | 239 | 230 | 136 | 159 | 148 |

1. ↑  Een vetgedrukt getal geeft de hoogste notering aan.
2. ↑  2006 was het eerste jaar met een notering voor dit nummer.